# Super Smash Bros. (jogo eletrônico)
Super Smash Bros. (ニンテンドウオールスター！大乱闘スマッシュブラザーズ, Nintendo All Star! Dairantō Smash Brothers) é um jogo eletrônico de luta crossover desenvolvido pela HAL Laboratory e publicado pela Nintendo para o Nintendo 64. Foi lançado no Japão em 21 de janeiro de 1999, na América do Norte em 26 de abril de 1999, e na Europa em 19 de novembro de 1999.
Em geral, Super Smash Bros. foi elogiado pela crítica. Foi um sucesso comercial, vendendo mais de cinco milhões de cópias até 2001, sendo 2,93 milhões nos Estados Unidos e 1,97 milhão no Japão. Foi premiado com o Editors' Choice da IGN pelo "Melhor Jogo de Luta", e também se tornou um título Player's Choice. O jogo gerou uma série de continuações para cada console sucessivo da Nintendo, começando com Super Smash Bros. Melee, lançado para o GameCube em 2001.
Super Smash Bros. foi lançado para o Virtual Console do Wii em 2009. A Nintendo apontou que esse era seu 500º lançamento de Virtual Console na América do Norte. Em julho de 2013, o jogo foi oferecido como um dos vários jogos de Virtual Console que os membros do "Elite Status" do Club Nintendo norte-americano podiam resgatar como presente.

## Jogabilidade
A série Super Smash Bros. tem uma jogabilidade diferente dos jogos de luta usuais; em vez de esgotar a barra de vida de um oponente, o objetivo é derrubar os oponentes do estágio. Cada jogador tem um total de dano, representado por uma porcentagem, que aumenta à medida que o dano é recebido e pode atingir um dano máximo de 999%. À medida que esse percentual aumenta, o personagem é empurrado progressivamente mais longe pelos ataques. Para nocautear um oponente, o jogador deve enviar esse personagem para fora da borda do estágio, que não é uma arena fechada, mas uma área com limites abertos. Quando derrubado do palco, um personagem pode usar movimentos de salto na tentativa de retornar; alguns personagens têm saltos de longo alcance e podem ter mais facilidade em se recuperar do que outros. Enquanto jogos como Street Fighter e Tekken exigem que os jogadores memorizem combinações complicadas de botões, Super Smash Bros. usa as mesmas combinações de controle para acessar todos os movimentos para todos os personagens.
Várias armas e power-ups podem ser usados em batalha para causar danos ou recuperar pontos de vida. Eles caem aleatoriamente no estágio na forma de itens de franquias da Nintendo, como cascos de Koopa, martelos e pokébolas. No modo de um jogador, o jogador luta contra uma série de oponentes robôs em uma ordem específica, tentando derrotá-los com um número limitado de vidas em um período limitado de tempo. Apesar do jogador poder determinar o nível de dificuldade e o número de vidas, a série de oponentes nunca muda. Se o jogador perder todas as vidas ou ficar sem tempo, poderá continuar com o custo de uma perda de pontos gerais. Este modo é referido como Classic Mode nos próximos jogos da série. Até quatro pessoas podem jogar no modo multijogador, que possui regras específicas pré-determinadas pelos jogadores. As partidas de stock e por tempo são dois dos modos de jogo multiplayer.

## Desenvolvimento
Super Smash Bros. foi desenvolvido pela HAL Laboratory durante 1998. Masahiro Sakurai estava interessado em fazer um jogo de luta para quatro jogadores. Como ele ainda não tinha nenhuma ideia original, seus primeiros designs foram de personagens básicos simples. Ele fez uma apresentação do protótipo que foi então chamado de Kakuto-Geemu Ryuoh (Dragon King: The Fighting Game) para o colega de trabalho Satoru Iwata, que o ajudou a continuar. Sakurai entendeu que muitos jogos de luta não vendiam bem e que ele tinha que pensar em uma maneira de tornar seu jogo original. Sua primeira ideia foi incluir personagens famosos da Nintendo no lugar de seus personagens genéricos. Sabendo que não obteria permissão, Sakurai fez um protótipo do jogo sem sanção da Nintendo e não os informou até ter certeza de que o jogo estava bem equilibrado. O protótipo que ele exibiu apresentava Mario, Donkey Kong, Samus e Fox como personagens jogáveis. A ideia foi posteriormente aprovada. Embora nunca reconhecido pela Nintendo ou por qualquer desenvolvedor por trás de Super Smash Bros., fontes de terceiros identificaram o jogo de luta de 1995 da Namco The Outfoxies como uma possível inspiração, com Sakurai também creditando a ideia de fazer um jogo de luta amigável para iniciantes em uma experiência na qual ele derrotou com facilidade alguns jogadores casuais em The King of Fighters '95 em um fliperama.
Super Smash Bros. apresenta músicas de múltiplas franquias de jogos da Nintendo. Enquanto muitas foram rearranjadas, algumas foram retiradas diretamente dos jogos originais. A música de Super Smash Bros. foi composta por Hirokazu Ando, que mais tarde retornou como diretor de som e música de Super Smash Bros. Melee. Uma trilha sonora completa foi lançada em CD no Japão pela Teichiku Records em 2000.

## Recepção
Em geral, o jogo foi bem recebido pelos críticos, mas o modo de um jogador foi o mais criticado. Jeff Gerstmann, da GameSpot, disse que o modo "não dura tanto tempo assim". Em vez disso, ele elogiou o modo multijogador, dizendo que é "extremamente simples de aprender". Ele chamou a música do jogo de "incrível". Peer Schneider, da IGN, concordou, chamando o modo multijogador de "o principal ponto de venda do jogo". Dale Weir, da GameCritics, descreveu Super Smash Bros. como "o jogo de luta mais original do mercado e possivelmente o melhor jogo multijogador em qualquer console". Brad Penniment, da AllGame, disse que o jogo foi projetado para batalhas multiplayer, elogiando a simplicidade dos controles e a diversão do jogo. Houve críticas, no entanto, como a pontuação do jogo sendo difícil de seguir. Além disso, o modo de um jogador foi criticado por sua dificuldade e falta de recursos. Schneider chamou Super Smash Bros. de "uma excelente opção para os jogadores que procuram um multiplayer digno de smash 'em up". Outro editor da IGN, Matt Casamassina, declarou que o jogo tem um modo multijogador extremamente viciante, mas criticou o modo de um jogador por não oferecer muitos desafios. Apesar disso, recebeu a escolha dos editores da IGN.
Super Smash Bros. foi um sucesso comercial, inclusive se tornando um título Player's Choice. No Japão, 1,97 milhão de cópias foram vendidas, e 2,93 milhões foram vendidas nos Estados Unidos, até 2008.

## Legado
Super Smash Bros. gerou quatro continuações, começando uma franquia que continua a ser uma das maiores e mais vendidas séries de jogos da Nintendo. A primeira sequência, Super Smash Bros. Melee, foi lançado para o GameCube dois anos após o original. Melee mantém quase todos os recursos de jogabilidade de seu antecessor, além de expandi-los. Ele também possui três estágios desbloqueáveis do jogo original. Em março de 2008, 7,09 milhões de cópias do Super Smash Bros. Melee foram vendidas em todo o mundo.
Super Smash Bros. Brawl foi lançado em 2008 para o Wii. O então presidente da Nintendo, Satoru Iwata, pediu para Masahiro Sakurai dirigir o jogo, após seu anúncio na pré-conferência da E3 2006. Brawl retém a maioria da jogabilidade de seus antecessores enquanto apresenta grandes adições a ela, com um modo de um jogador mais substancial e jogabilidade online utilizando a Nintendo Wi-Fi Connection.
A Nintendo anunciou na E3 2011 que eles estariam lançando dois jogos para a série, que formariam, juntos, o quarto jogo da série: Super Smash Bros. for Nintendo 3DS e Super Smash Bros. for Wii U, tornando-o o primeiro lançamento multiplataforma e portátil da série. A compatibilidade cruzada entre as versões Wii U e 3DS também foi confirmada, permitindo aos jogadores personalizar seus personagens e transferi-los entre as versões.
Um quinto jogo, Super Smash Bros. Ultimate, foi lançado para o Nintendo Switch em 7 de dezembro de 2018. O jogo inclui todos os personagens dos jogos anteriores, além de adicionar outros.